# Gotta Be You
"Gotta Be You" är den andra singeln från det brittiska-irländska pojkbandet One Direction. Den släpptes den 11 november 2011 som den andra singeln från deras debutalbum Up All Night. Låten är skriven av August Rigo och Steve Mac.

## Listplaceringar
| Lista (2011)   | Topplacering |
| -------------- | ------------ |
| Irland         | 3            |
| Portugal       | 9            |
| Storbritannien | 3            |